# 完顏宗永
完顏宗永，本名挑撻，金世祖完顏劾里鉢之孫，衛王完顏斡賽的兒子。
完顏宗永身形高大兼有美髯，為人忠確勇毅。天眷元年（1138年），以宗室子預誅完顏宗磐，擢升為寧遠大將軍。皇統元年（1141年），充牌印祗候。皇統五年（1145年），出任趙州刺史，任期滿後再續任，轉為興平軍節度使，其後改任大名尹。貞元三年（1155年），復為興平軍節度使，歷任昭德軍、臨洮、鳳翔尹。
大定二年（1162年），入朝出任工部尚書，與蘇保衡、完顏餘里也遷加獎賞討伐宋朝的士官。完顏宗永個性呆滯不學習事物，但凡與土賊戰鬥者一概加賞。日久金世宗得悉，謂宰相曰：“若一概追還，必生怨望。若因循不問，則爵賞濫矣。其與土賊戰者，有能以寡敵眾，一人敵三十人以上者，依已遷為定。”改任同簽大宗正事、震武軍節度使，其後逝世。